# Gordonia bidoupensis
Gordonia bidoupensis là một loài thực vật có hoa trong họ Theaceae. Loài này được Gagnep. mô tả khoa học đầu tiên năm 1942.